# Carlin Motorsport
| Carlin                                   | Carlin                     |
| ---------------------------------------- | -------------------------- |
| Osnovan                                  | 1996.                      |
| Osnivači                                 | Trevor Carlin Martin Store |
| Mjesto                                   | Farnham, Surrey, Engleska  |
| Trenutna prvenstva                       |                            |
| FIA Formula 2 prvenstvo                  |                            |
| FIA Formula 3 prvenstvo                  |                            |
| Indy Lights                              |                            |
| BRDC Britanska Formula 3                 |                            |
| EuroFormula Open                         |                            |
| Britanska Formula 4                      |                            |
| Bivša prvenstva                          |                            |
| IndyCar                                  |                            |
| GP2 Series                               |                            |
| GP3 Series                               |                            |
| A1 Grand Prix                            |                            |
| Porsche Supercup                         |                            |
| Euro Formula 3                           |                            |
| Eurocup Formula Renault 2.0              |                            |
| Britanska Formula 3 International Series |                            |

Carlin Motorsport je britanska momčad koja se natječe u mnogim automobilističkim prvenstvima, a osnovali su je Trevor Carlin i
Martin Stone 1996. 

## Naslovi

### Vozački
| Britanska Formula 3 International Series | Britanska Formula 3 International Series |
| ---------------------------------------- | ---------------------------------------- |
| 2001.                                    | Takuma Sato                              |
| 2003.                                    | Alan van der Merwe                       |
| 2005.                                    | Álvaro Parente                           |
| 2008.                                    | Jaime Alguersuari                        |
| 2009.                                    | Daniel Ricciardo                         |
| 2010.                                    | Jean-Éric Vergne                         |
| 2011.                                    | Felipe Nasr                              |
| 2012.                                    | Jack Harvey                              |
| 2013.                                    | Jordan King                              |
| Formula Renault 3.5                      |                                          |
| 2010.                                    | Mihail Aljošin                           |
| 2011.                                    | Robert Wickens                           |
| GP3 Series                               |                                          |
| 2014.                                    | Alex Lynn                                |
| Britanska Formula 4                      |                                          |
| 2015.                                    | Lando Norris                             |
| 2016.                                    | Max Fewtrell                             |
| 2017.                                    | Jamie Caroline                           |
| 2019.                                    | Zane Maloney                             |
| BRDC Britanska Formula 3                 |                                          |
| 2017.                                    | Enaam Ahmed                              |
| 2019.                                    | Clément Novalak                          |
| FIA Europska Formula 3                   |                                          |
| 2017.                                    | Lando Norris                             |

### Momčadski
| Prvenstvo               | Sezone               |
| ----------------------- | -------------------- |
| Formula Renault 3.5     | 2011.                |
| GP3 Series              | 2014.                |
| Britanska Formula 4     | 2015. − 2017., 2020. |
| Indy Lights             | 2016.                |
| FIA Formula 2 prvenstvo | 2018.                |

## Vanjske poveznice
- Carlin.co.uk. - Official website